# Buddleja
Buddleja Houst. ex L., 1753  è un genere di arbusti e alberi sempreverdi o caducifoglie appartenenti alla famiglia delle Scrofulariacee, notevoli per le infiorescenze i cui fiori si raccolgono in lunghe pannocchie.

## Etimologia
Il nome del genere Buddleja deriva dal pastore inglese Adam Buddle (1662 – 1715), medico e botanico per passione nonché rettore nell'Essex. Il primo ad usare tale nome fu il dottor William Houston  (1695 – 1733), medico e botanico scozzese, ma si è consolidato dopo che il naturalista svedese Linneo (1707 – 1778) lo usò (anche se storpiato) nei suoi cataloghi.

## Descrizione
La forma tipica di questo genere è quella di un arbusto o di un piccolo albero.
 Radici 
La dimensione e la forma delle radici dipendono dall'altezza della pianta.
 Fusto 
Il fusto può essere tomentoso (di tipo stellato, lanoso o anche glanduloso) e di sezione quadrangolare. L'altezza può andare da pochi metri a qualche decina di metri (alberi alti fino a 30 metri); normalmente la maggioranza delle specie sono sotto i 5 metri di altezza.
 Foglie 
Le foglie a seconda della specie possono essere caduche o persistenti. Generalmente a disposizione opposta (raramente alterna). Sono brevemente picciolate e il più delle volte sono presenti delle stipole. I margini laminari sono interi o lievemente seghettati.
 Infiorescenza 
I fiori sono raccolti in infiorescenze di tipo cimoso, globoso o   corimboso, ma anche pannocchie, spighe o capolini.
Producono un odore persistente e mieloso.
 Fiori 
I fiori sono tetrameri, ermafroditi e attinomorfi; il   calice e la corolla sono concresciuti; in genere sono ricchi di nettare e spesso sono fortemente profumati.
- Calice: il calice  (tubuloso) finisce sempre con 4 denti.
- Corolla: la corolla è tubulosa - campanulata e generalmente allungata. Termina con 4 lobi patenti.
- Androceo: gli stami sono 4 con antere sessili (o subsessili) e sono inserite all'interno della corolla e quindi non sporgenti.
- Gineceo: i   carpelli sono 2 formanti un ovario supero.

 Frutti 
Il frutto è una capsula biloculare e può contenere diversi semi minuti (in qualche specie anche diversi milioni). In alcune specie (classificate da qualche autore nel genere separato Nicodemia) la capsula è molle e carnosa dalla forma di una bacca.

## Distribuzione e habitat
L'area nella quale vivono le specie del genere Buddleja allo stato spontaneo è molto ampia: dall'Estremo Oriente all'America del Sud. In quest'ultima regione è diffusa la Buddleja globosa (originaria del Cile) una delle prime ad essere importata nei giardini europei. Dall'Asia invece provengono diverse specie native dell'Himalaya e del Giappone (oltre che dalla Cina). Si sono trovate specie anche nel Madagascar.
In Europa tutte le specie del genere Buddleja sono alloctone, ma si sono naturalizzate con grande facilità e sono considerate altamente invasive e da tenere sotto controllo dall'Unione internazionale per la conservazione della natura.

## Tassonomia
Il genere Buddleja  è costituito da circa un centinaio di specie sia sempreverdi che spoglianti (alcune sono alberi anche di 30 metri) originarie in prevalenza dell'Asia orientale, ma anche del sud Africa e dell'America.
La sistemazione del genere nell'ambito della famiglia, ma anche dell'ordine, non è pienamente concorde nei vari autori di classificazioni tassonomiche botaniche. Questo probabilmente per le caratteristiche filogenetiche peculiari del genere che ne rendono difficile (e opinabile) la sua classificazione.
Inizialmente il genere Buddleja venne assegnato alla famiglia delle Buddlejaceae nell'ordine delle Contortae (vedi classificazioni di Wettsein – 1911 oppure Engler – 1915). Alcuni autori però elevando a valore di specie diverse varietà preferirono declassare la famiglia a genere (genere Buddleia, quindi) e inserire il nuovo genere nella famiglia delle Loganiaceae sempre nell'ordine delle Contortae. A seguito della ristrutturazione dell'ordine delle Contortae (che venne soppresso), la famiglia Buddlejaceae passò nell'ordine delle Lamiales. Con il Sistema Cronquist si cambiò nuovamente l'ordine: famiglia Buddlejaceae – ordine Scrophulariales. Con l'ultima classificazione APG si cambia ulteriormente: famiglia Scrophulariaceae – ordine Lamiales.
È quindi facile riscontrare una diversa posizione di appartenenza del genere alle famiglie a seconda delle classificazioni.
Nell'ambito del genere Buddleja le varie specie si usano dividere in sezioni e sottosezioni secondo la dimensione della corolla, il tipo d'infiorescenza e il colore dei fiori.
- specie con fiori a corolla grande  - lunghezza del tubo 3 o più cm: (Buddleja colvilei);
- specie con fiori a corolla piccola:
  - infiorescenza a pannocchia:
    - colore del fiore violetto o lilla (Buddleja japonica - Buddleja lindleyana);
    - colore del fiore bianco (Buddleja asiatica);
    - colore del fiore giallo (Buddleja madagascariensis);

  - infiorescenza in capolini globulari (Buddleja globosa);

I giardinieri a queste distinzioni trovano comodo aggiungerne altre: “specie rustiche” o “specie non rustiche”, oppure da “serra fredda” o “serra temperata”, oppure ancora a “foglie caduche” o “foglie persistenti”.
Un'altra particolarità è data dalle piante dell'America che sono dioiche (piante che presentano fiori di un solo sesso); mentre quelle Asiatiche sono monoiche (piante che portano fiori di entrambi i sessi).

### Alcune specie

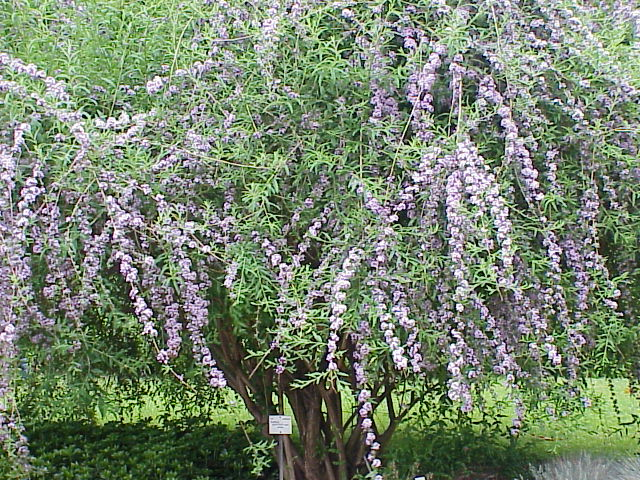
Buddleja alternifolia

- Buddleja alternifolia Hemsley: è una pianta a foglie caduche e a disposizione alterna, di forma ovale-ottusa, piccole, intere a bordi arrotondati e   glauche sulla pagina inferiore; il fusto è di forma arbustiva alto 3–4 metri; i fiori sono di colore lillacino composti in piccoli glomeruli, sono sessili e sparsi lungo tutto il rametto cadente; la fioritura avviene sui rami con un anno di età.
- Buddleja americana L.: è un piccolo albero di 2–5 metri con fiori di colore giallo-verde e molto profumati, per questo attirano molti insetti (api e farfalle); le foglie sono di forma ovale (lunghezza 20 cm) con peli bianchi sui bordi; la specie è originaria dell'America centrale.

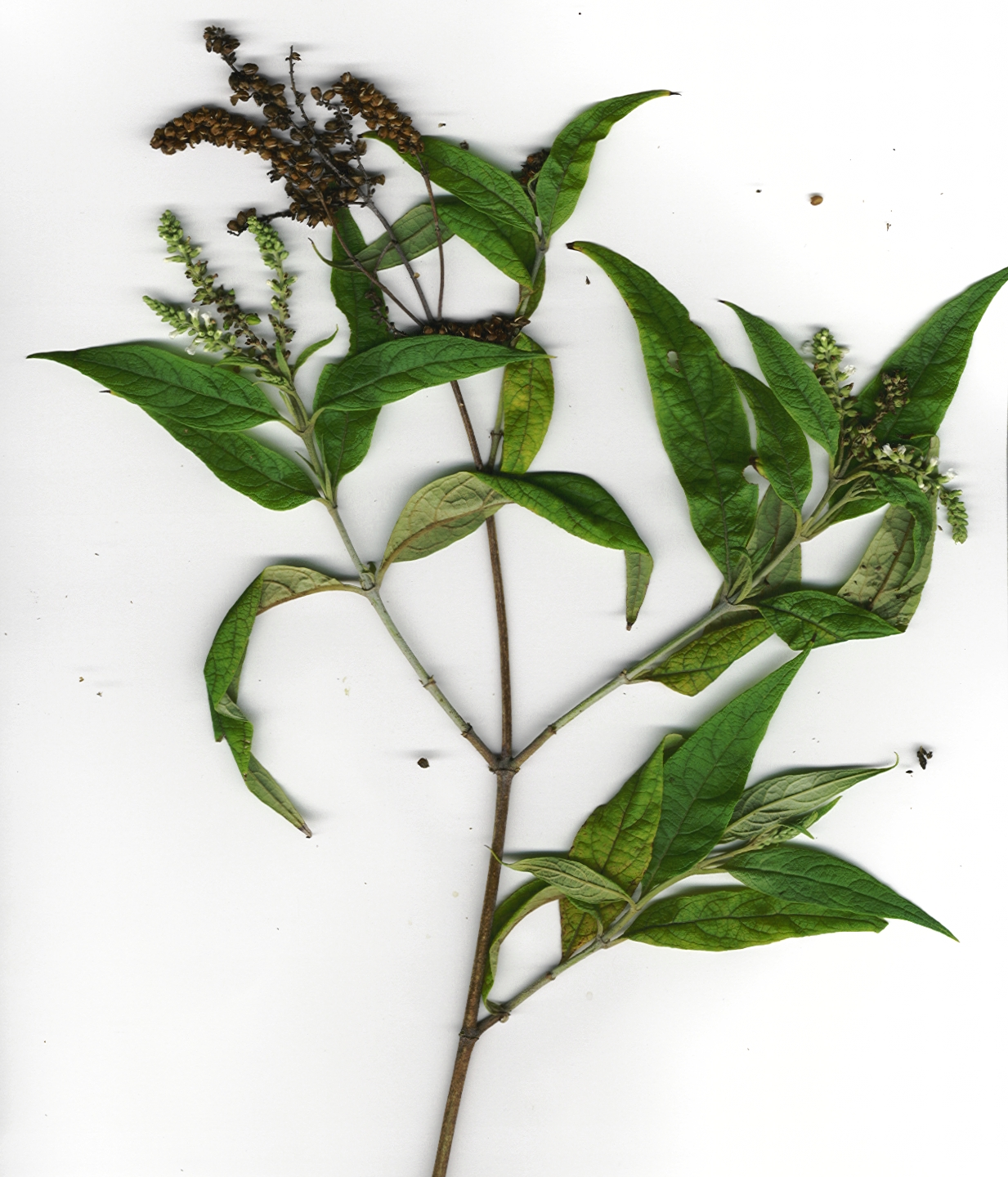
Buddleia asiatica

- Buddleja asiatica Lour.: l'infiorescenza di questa specie è a pannocchia con corolla piccola; il colore del fiore è bianco; i fiori inoltre sono odorosi; le foglie sono lanceolate e intere (o appena dentellate); si tratta di un piccolo albero originario della Cina e dell'India.
- Buddleja colvilei Hook. f. & Thomson: i fiori hanno una corolla grande e sono rossi o rosa disposti in grappoli penduli di circa 30 cm; l'altezza della pianta varia da 3 a 6 metri; le foglie sono ellittico-acute, glabre e lucenti sulla pagina inferiore; l'origine è himalayana.

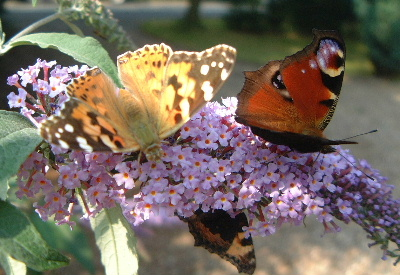
Buddleja davidii

- Buddleja davidii Franch. (sinonimo = Buddleia variabilis  Hemsl.): è arbusto rustico che teme solo le annate di gelo intenso, originario della Cina, con lunghi rami dalle foglie di notevole effetto decorativo, lanceolate con il margine seghettato, di colore verde-grigiastro, e con infiorescenze profumate di colore rosa-violaceo, pendule e apicali.

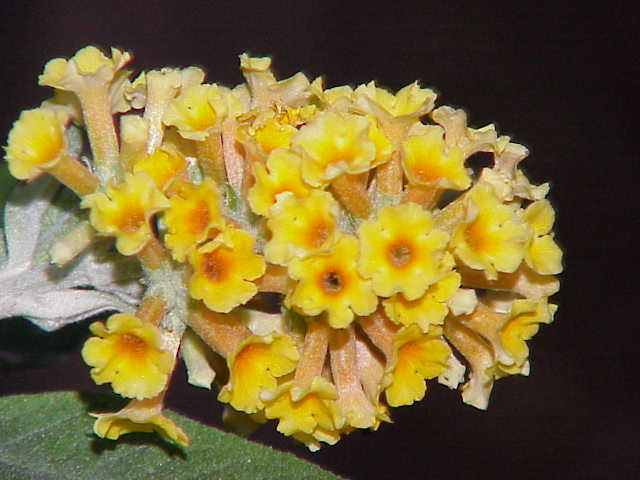
Buddleja globosa

- Buddleja globosa Hope: l'infiorescenza è in capolini terminali, globulari; il colore dei fiori è giallo-aranciato e sono profumati; le foglie sono acuminate di colore verde-scuro e dall'aspetto rugoso ma glabrescenti; l'altezza del fusto raggiunge i 5–6 metri; la pianta è sempreverde e fiorisce sui rami dell'anno precedente.
- Buddleja japonica Hemsley: l'infiorescenza è a pannocchia con fiori a corolla piccola; il colore del fiore è violetto o lilla; si tratta di un piccolo alberetto di 2,5 metri di altezza a branche (prime ramificazioni del fusto) aperte con foglie ovato-lanceolate.
- Buddleja lindleyana Fortune ex Lindley: questa specie ha un'infiorescenza a pannocchia con fiori a corolla piccola; il colore del fiore è violetto o lilla ed è privo di profumo; la pianta è a carattere arbustivo con foglie ovato-acuminate di colore verde pallido sulla pagina inferiore; l'origine della pianta è del nord della Cina; è rustica ma teme le annate di gelo prolungato.

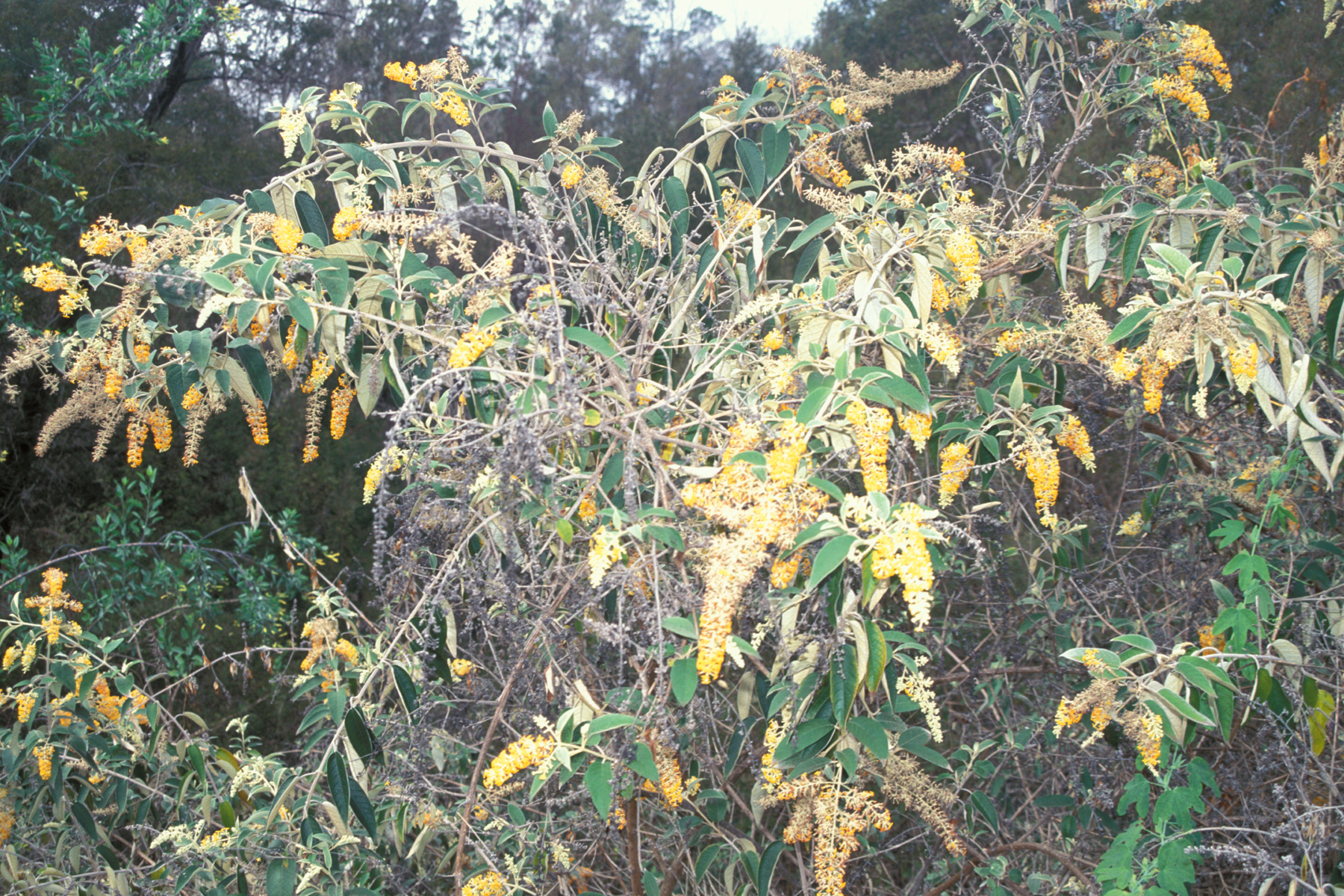
Buddleia madagascariensis

- Buddleja madagascariensis Lam.: è una pianta sarmentosa con infiorescenza a pannocchia e con fiori a corolla piccola; il colore del fiore è giallo; è un arbusto a portamento disordinato di circa 2–6 metri di altezza; le foglie sono ovato-oblunghe, acuminate, intere e lucenti; non è molto rustico ed è adatto alle zone litoranee ad inverno mite, dove comincia a fiorire da febbraio in poi.
- Buddleja paniculata Wall.: è una specie a fiori lilla con infiorescenza a pannocchie dense; le foglie hanno la lamina a denti triangolari; il portamento è arbustivo di 2–3 metri d'altezza; la pianta è originaria della Cina.

## Usi
L'utilizzo principale delle specie di questo genere è nel giardinaggio per la formazione di gruppi arbustivi sui prati, contro i muri, o nei boschetti. L'introduzione delle prime specie, nel giardinaggio europeo, risale alla fine del Settecento. In genere nei giardini le “buddleje” sono disposte in modo sparso in quanto la forma (più arborea che arbustiva) si presta meglio ad una disposizione isolata.
Sono piante poco esigenti, gradiscono posizioni calde e soleggiate, al riparo dai venti gelidi in terreno sciolto e permeabile e richiedono un'energica potatura primaverile prima della ripresa vegetativa per mantenere una forma compatta alla chioma e per ottenere un'abbondante fioritura.

Si moltiplicano per talea erbacea durante l'estate, o con la semina. 

L'unica attenzione è che non possono sopravvivere agli inverni duri dei climi continentali nordici, in quanto non resistono a temperature sotto i −15 °C, −20 °C.